# The Lipton Cup: Introducing Sir Thomas Lipton
The Lipton Cup: Introducing Sir Thomas Lipton è un cortometraggio muto del 1913 scritto e diretto da Lem B. Parker.

## Trama
Il piccolo Jack promette a sir Thomas Lipton: "Voglio diventare il più grande yachtman del mondo come te". La promessa del bambino diventa realtà quando Jack, ormai cresciuto, rimette in sesto la fortuna di famiglia costruendo una barca che lo porta a conquistare la coppa del mondo e, nel contempo, gli permette di estinguere l'ipoteca che gravava sulla casa del padre.

## Produzione
Il film fu prodotto dalla Selig Polyscope Company.

## Distribuzione
Distribuito dalla General Film Company, il film - un cortometraggio di una bobina - uscì nelle sale cinematografiche statunitensi il 20 gennaio 1913.